# Forced Vengeance
Forced Vengeance (br.: Vingança forçada) é um filme estadunidense de ação e artes  marciais de 1982, dirigido por James Fargo. A história se passa em Hong Kong.

## Sinopse
Josh Randall é um ex-soldado norteamericano que se radicou em Hong Kong, tomando como amigo e mentor Sam Paschal, um compatriota judeu viúvo que fora casado com uma chinesa, proprietário do cassino "Dragão com Sorte" (Lucky Dragon). Enquanto seu "irmão" chinês David Paschal administra o cassino, Randall é o chefe de segurança, cobrando dívidas, impedindo assaltos e trapaças no cassino. David acaba se endividando com a gangue que administra o jogo ilegal na cidade, chefiada por Stan Raimondi e quer entregar o cassino aos bandidos mas Sam e Randall não concordam. Os mafiosos então assassinam a família Paschal, só sobrevivendo a irmã de David, Joy. Randall também escapa dos atentados e tenta proteger Joy mas com isso sua noiva, Claire, é estuprada e assassinada. Ele então parte para a vingança mas não está satisfeito em apenas se desforrar de Stan Raimondi. Ele quer saber quem é o verdadeiro chefão por trás dos mafiosos de Hong Kong e matá-lo também.

## Elenco
- Chuck Norris...Josh Randall / Narrador
- Mary Louise Weller...Claire Bonner
- Camila Griggs...Joy Paschal
- Michael Cavanaugh...Stan Raimondi
- David Opatoshu...Sam Paschal
- Seiji Sakaguchi...Cam
- Frank Michael Liu...David Paschal